# Carlos Manarelli
Carlos Alexandre Manarelli (* 13. Februar 1989 in Paraná) ist ein brasilianischer Radrennfahrer.

## Karriere
Carlos Manarelli fuhr von 2009 bis 2012 für italienische Clubmannschaften und gewann in dieser Zeit 2009
den Gran Premio Industrie del Marmo und 2010 eine Etappe des Giro della Regione Friuli Venezia Giulia. 2011
wurde er brasilianischer U23-Meister im Einzelzeitfahren und damit zugleich Zweiter der Elite. Er gewann 2014 mit der Volta Ciclística Internacional do Paraná sein erstes internationales Etappenrennen. Im Jahr 2015 wurde er Sieger des Eintagesrennens Copa América de Ciclismo.

## Erfolge
2009
- Gran Premio Industrie del Marmo

2010
- eine Etappe Giro della Regione Friuli Venezia Giulia

2011
- Brasilianischer Meister – Einzelzeitfahren (U23)

2014
- Gesamtwertung und zwei Etappen Volta Ciclística Internacional do Paraná

2015
- Copa América de Ciclismo